# 何金松
何金松（1942年11月5日—），台灣政治人物，出生於嘉義縣民雄鄉。

## 生平
何金松畢業於嘉義高工，畢業後曾從事板模工、樂師，之後進入中國石油公司工作達二十八年；並且參與工會事務。1986年，何金松參與剛成立的民主進步黨，成為民進黨嘉義縣創黨黨員之一。1990年何金松第一次參選嘉義縣議員，但是落選；1994年當選嘉義縣議員，1998年獲得連任。何金松也曾擔任民進黨民雄鄉黨部主任委員與民進黨全國黨代表，2000年出任民進黨嘉義縣黨部主任委員。2001年，何金松獲得民進黨提名參選第五屆立法委員，以三萬兩千票的得票數當選。
2003年12月10日，何金松服務處發布聲明稿澄清，前民進黨嘉義縣黨部執行長陳建宏成立「嘉義番薯藤挺扁後援會」對外募款，傳單上以何金松為名譽會長，此為陳建宏個人行為，與何金松無關；陳建宏回應，已追回大部分傳單，對雙方見解不同感到遺憾。
2004年4月19日，時任民進黨嘉義縣議會黨團總召集人的何金松宣布角逐民進黨嘉義縣立法委員黨內初選。2004年6月25日，民進黨公布嘉義縣立法委員黨內初選結果，張花冠、蔡啟芳與林國慶出線，何金松殿底。
2004年7月7日，何金松抨擊，教育部部長杜正勝在敏督利颱風侵襲時跑去泡茶、跑去看舞台劇《貓》，漠視大學入學指定科目考試考生權益，嚴重影響民進黨在中南部選票；杜正勝回應，「在我的責任範圍之內，我盡了我的力量，另外的是我個人的生活」。
2004年8月31日，何金松透過無黨團結聯盟辦公室對外表示，他將在明天宣布加入無黨團結聯盟；同日，民進黨立法院黨團總召集人柯建銘證實，他在該日下午突然收到何金松的傳真表示退出民進黨立法院黨團運作，不過他一整個下午都無法連絡上何金松，尚無法得知何金松為何退黨。 
2004年9月1日，何金松、蔡豪、林炳坤與鄭余鎮在無黨團結聯盟立法院黨團召開記者會，宣布加入無黨團結聯盟立法院黨團運作。何金松在記者會中表示，他與民進黨「情雖未了，但緣已盡」，未來他與民進黨「是敵是友，看造化」。他批評，現在的民進黨，黨意大過民意，把政黨鬥爭擺第一位，彷彿地方派系鬥爭戲碼搬上國會殿堂。他說，他以傳真表示退出民進黨立法院黨團運作，獲柯建銘電話慰留，但在此之前，民進黨沒有關心過他未獲提名；但為了不讓民進黨難堪，他將寄回民進黨黨證以申請退黨。何金松也投入2004年底的立法委員選舉，僅得到七千票而敗北。
2004年10月8日，何金松批評，泛藍與泛綠忙於鬥爭，不思為人民謀福祉、解決問題，甚至造成兩岸關係緊張，還逼選民靠邊站，讓民眾反感。2004年11月10日，嘉義地檢署質疑何金松在2004年立法委員選舉中涉及賄選，將何金松列為被告，成為本次選舉首件進入司法程序的賄選案；何金松批評，他在嘉義縣民雄鄉民代表會舉辦的經濟建設考察餐會上敬酒就被指控賄選，「實在莫名其妙」。2004年11月22日，嘉義地檢署具體求處何金松與民雄鄉民代表會主席何聰祺有期徒刑2年、褫奪公權4年，何金松成為本次選舉首位被起訴的候選人；何金松表示，若調查結果真有賄選，他願接受最重刑的量處。2006年6月7日，嘉義地方法院審結，認定何金松宴請的對象派系林立、各有支持者，應與賄選無關，判決他和另外34人全部無罪。
2005年，何金松代表無黨團結聯盟參選2005年中華民國國民大會代表選舉，但也未能當選。
2006年7月18日，何金松與民進黨資深黨員蔡豐文（前民進黨嘉義縣黨部執行委員）等人發動連署要求總統陳水扁下台以挽救民進黨，何金松抨擊陳水扁用人不當：「民進黨選不上的到黨中央，大家都當大官，用敗將掌符，豈能不輸？但是這批為民進黨打拚的人，後來都被踢出來。」同日晚間，何金松率領基層民意代表與TVBS頻道政論節目《2100全民開講》連線時批評，陳水扁身旁的人如陳哲男、趙建銘等，讓支持者抬不起頭。 
2009年10月26日，何金松等二十多位曾任民進黨公職人員或縣市黨部幹部者，在無黨籍嘉義縣縣長候選人蕭登標競選總部召開「一群民進黨老兵的控訴」記者會，表態支持蕭登標，抨擊嘉義縣縣長陳明文及民進黨嘉義縣縣長候選人張花冠為「黨派立場變來變去」的「假民進黨」，陳明文以「林派掌門」身分投靠民進黨後排除異己，張花冠則是「黃派轉林派」、投靠陳明文以爭取提名。陳明文低調回應「黨沒有真假，只有入黨先後」，張花冠則回應：「尊重資深前輩為民主奮鬥。本土路線會勇敢前進，不會因某些人背棄停止。過去沒有真假黨問題，未來也不會有。」
2012年9月，何金松加入中華統一促進黨羅俊黨部。
2017年10月11日，民進黨嘉義縣及嘉義市資深黨員舉辦「資深黨員憂心及呼籲」記者會，何金松、前民進黨立委林國慶及前黨職幹部痛批，民進黨立委陳明文涉嫌對嘉義縣縣長張花冠性騷擾案，丟盡嘉義人的臉；林國慶更質疑「民進黨黨章兩套標準」，呼籲民進黨中央黨部正視並嚴懲陳明文。陳明文嘉義服務處表示，陳明文不予回應。民進黨嘉義縣黨部主任委員林沐惠說，林國慶偕同中華統一促進黨的何金松召開記者會批評民進黨初選機制，意圖藉由外力進行謾罵式人身攻擊，破壞黨的團結。何金松否認與統促黨有關係，強調他是以民進黨創黨黨員、前民進黨嘉義縣黨部主委的立場，關心民進黨與嘉義縣的未來。
2018年10月21日，無黨籍嘉義縣縣長候選人吳芳銘競選總部成立大會，吳芳銘以「明文規定」四字暗喻陳明文一直介入民進黨嘉義縣重要選舉的提名，訴求打破派系政治；何金松、前台南縣縣長蘇煥智、詩人陳啟佑（渡也）到場支持吳芳銘。2018年10月31日，吳芳銘舉辦記者會表示，民進黨的變質讓林派吃掉民進黨，在嘉義縣不是「明文規定」的屬意人選難以獲得民進黨提名參選，讓地方選舉成為地方派系的分贓遊戲；何金松、嘉義縣梅山鄉鄉長候選人林俊謀、嘉義縣民雄鄉鄉長候選人許能通等多位前民進黨黨員到場支持吳芳銘。